# Романов, Роман Николаевич
Рома́н Никола́евич Рома́нов (5 февраля 1981, Волжский, Волгоградская область, СССР) — российский футболист. С 2010 года — тренер-преподаватель СДЮСШОР № 4 города Волжский.

## Карьера
С 1998 года играл за «Ротор-2». В 1998 году стал победителем Всемирных летних юношеских Олимпийских игр в Москве. С 2000 года играл за основную команду волгоградцев, после чего выступал за «Зенит-2». В 2006 году провёл один матч в чемпионате за «Луч-Энергию» против московского «Спартака» (1:1). В 2009 году провёл один матч в кубке за волжскую «Энергию» против «Волгограда» (0:1).
В премьер-лиге провёл 81 игру, забил 1 мяч.
Сыграл три матча на чемпионате Европы 2000 (до 18 лет).